# Róbert Gulyás
Róbert Gulyás (Dombóvár, 28 luglio 1974) è un ex cestista ungherese.

## Carriera
Con l'Ungheria ha disputato i Campionati europei del 1999.

## Palmarès
- Campionato turco: 1

Ülkerspor: 2005-06
- Campionato ucraino: 1

Azovmaš Mariupol': 2006-07
- Campionato ungherese: 1

Atomerőmű: 2008-09
- Coppa d'Ungheria: 1

Atomerőmű: 2008